# Pachyseris
Pachyseris é um género de cnidários pertencente à família Agariciidae.
O género tem uma distribuição quase cosmopolita.

## Espécies
Espécies (lista incompleta):
- Pachyseris affinis Duncan, 1880
- Pachyseris compacta Umbgrove, 1950
- Pachyseris cristata Martin, 1880